# Edward Smith-Stanley, 13.º Conde de Derby
Edward Smith-Stanley, 14.º Conde de Derby KG (21 de abril de 1775 — 30 de junho de 1851), denominado Lord Stanley de 1776 a 1832 e conhecido como The Lord Stanley de 1832 a 1834, foi um político, proprietário de terras, construtor, agricultor, colecionador de arte e naturalista inglês. O periquito Psittacula derbiana foi nomeado em sua homenagem.